# Tore Edman
Tore Edman (Arvika, 25 luglio 1904 – 16 giugno 1995) è stato un saltatore con gli sci svedese.

## Palmarès

### Mondiali
- Oro a Cortina d'Ampezzo 1927 nel salto con gli sci.